# Li Yuanhong
Li Yuanhong (黎元洪T, Lí YuánhóngP) (Distretto di Huangpi, 19 ottobre 1864 – Tientsin, 3 giugno 1928) è stato un politico e militare cinese durante la Dinastia Qing e l'era repubblicana. Fu per tre volte Presidente della Repubblica di Cina.

## Biografia
Originario di Huangpi, Hubei, era il figlio di un veterano della Rivolta dei Taiping. Si laureò presso l'Accademia navale di Tientsin nel 1889 e servì come ingegnere nella Prima guerra sino-giapponese. Il suo incrociatore fu affondato e lui sopravvisse solo grazie al suo salvagente, dato che non sapeva nuotare. In seguito si unì al Nuovo Esercito dell'Hubei e divenne ufficiale militare di alto livelli a Hankou. Nel 1910 tentò di sconfiggere i rivoluzionari che si erano infiltrati nella sua 21ª Brigata Mista. Non arrestò nessuno catturato in attività sovversive ma semplicemente li ha dismessi.

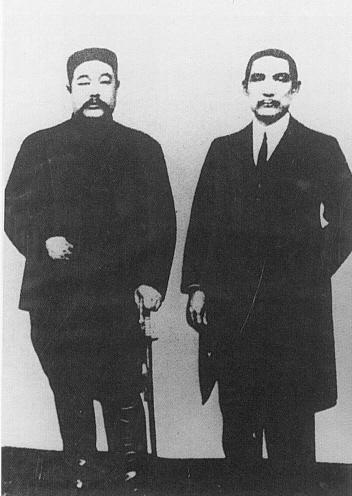
Li Yuanhong (a sinistra) e Sun Yat-sen a Wuchang, Cina nell'aprile 1912

Quando nel 1911 scoppiò la Rivoluzione Xinhai, gli insorti di Wuchang volevano dalla loro parte come loro rappresentante un ufficiale di alto rango forte. Li era molto rispettato e sembrava la figura migliore: aveva sostenuto il Movimento di protezione delle ferrovie e sapeva l'inglese, fattore utile per trattare con l'estero. Li, inizialmente scettico, accettò e fu nominato governatore militare della Cina il 30 novembre. Il premier Qing Yuan Shikai trattò con lui il 4 dicembre per la cessazione delle ostlità.
Con la rivoluzione a un passo dalla vittoria, Sun Yat-sen venne eletto il 29 dicembre (poi confermato il 1º gennaio 1912) primo Presidente provvisorio della nuova Repubblica di Cina e Li, ancora capo dell'esercito ribelle, e avversario di Sun all'elezione di dicembre, primo Vicepresidente. Tuttavia i Qing non erano ancora stati sconfitti e quando Yuan Shikai cambiò schieramento da realista a repubblicano Li e il suo partito gli offrirono il loro appoggio, in ostilità con Sun e Li rimase Vicepresidente.
In seguito i repubblicani si fusero con i democratici di Liang Qichao per fondare il Partito Progressista. I progressisti furono i primi grandi avversari dei nazionalisti. 
 Anche i rapporti con Yuan si fecero tesi. Yuan non si fidava completamente di Li in quanto non erano membro dell'Esercito Beiyang e si ritrovarono spesso in disaccordo. Quando nel 1915 Yuan si proclamò imperatore e restaurò brevemente l'impero offrì a Li il titolo di principe ma egli rifiutò e rimase per tutto il breve periodo di "regno" di Yuan nella sua residenza a Pechino in isolamento volontario senza poteri effettivi.

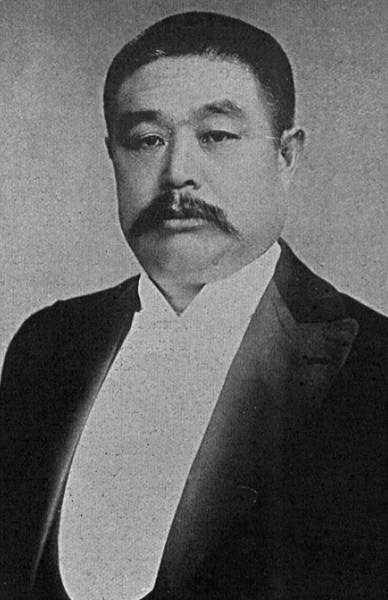
Li Yuanhong in abiti civili

Dopo la morte di Yuan, Li divenne Presidente della Repubblica di Cina per la prima volta dal 7 giugno 1916 al 1 luglio 1917. In questo periodo la sua leadership fu influenzata dai generali dell'Esercito Beiyang e in particolare dal Premier (anche lui Beiyang) Duan Qirui. Duan era ansioso di portare la Cina nella prima guerra mondiale mentre Li era più esitante. Erano in disaccordo sull'idea di Duan di tagliare i rapporti con la Germania. Li obbligò Duan a dimettersi il 23 maggio 1917 dopo che furono scoperti i suoi prestiti segreti dal Giappone. Duan fuggì a Nanchino per radunare le sue forze e molti altri generali abbandonarono il governo. Li chiese aiuto allora al generale Zhang Xun, segretamente filo-tedesco, che chiese di sciogliere l'Assemblea e così fu fatto il 13 giugno. Inaspettatamente però Zhang occupò Pechino il giorno successivo con le sue forze e prese prigioniero Li. Infatti Zhang voleva in realtà restaurare la monarchia e rimise al potere l'imperatore Pu Yi, abdicato nel 1912. Li chiese aiuto a Duan che con le sue forze e quelle di tutti gli altri signori della guerra repubblicani ripresero la capitale. Li riprese la sua carica di Presidente quello stesso giorno, il 12 luglio, con nuovo Vicepresidente Feng Guozhang ma dopo solo 5 giorni, sconvolto dai recenti avvenimenti, si dimise e Feng divenne nuovo Presidente. Li si ritirò in pensione a Tientsin.
Li tornò nuovamente Presidente dall'11 giugno 1922 al 13 giugno 1923 dopo che Cao Kun aveva cacciato l'ex presidente Xu Shichang. Fu scelto lui perché era rispettato da tutte le fazioni politiche e perché lui stesso sperava di poter riunificare la Cina, divisa fra i tanti regionalismi dei signori della guerra. Durante la sua terza e ultima presidenza Cao tentò in tutti i modi di cacciarlo arrivando a corrompere molti membri dell'Assemblea. Quando Li si dimise tentò di prendere il sigillo presidenziale ma fu fermato. Li, malato, andò in Giappone per cure mediche e tornò a Tientsin nel 1924 dove morì nel 1928.